# Erebia gigantea
Erebia gigantea är en fjärilsart som beskrevs av Ob 1884. Erebia gigantea ingår i släktet Erebia och familjen praktfjärilar. Inga underarter finns listade i Catalogue of Life.